# Рагозина Гора
Рагозина Гора — деревня в Печорском районе Псковской области России. Входит в состав сельского поселения «Паниковская волость».
Расположена на юго-западе волости, в 1,7 км от автодороги Псков — Изборск — Шумилкино (А212 или E 77) и в 2,5 км от границы с Эстонией, в 21 км (или в 27 км по дорогам) к юго-западу от центра города Печоры и в 9 км к западу от волостного центра, деревни Паниковичи.

## Население
| 2001 | 2002 | 2010 |
| ---- | ---- | ---- |
| 12   | ↘7   | ↘2   |

## Топографические карты
- O-35-091-B Масштаб: в 1 км 500 м (Госгисцентр)